# بلال نجي
بلال نجي (بالنرويجية البوكمول: Bilal Njie)‏ هو لاعب كرة قدم نرويجي في مركز الوسط، ولد في 13 يونيو 1998 في أوسلو في النرويج. لعب مع نادي أود.

## وصلات خارجية
- بلال نجي على موقع اتحاد النرويج (النرويجية)
- بلال نجي على موقع قاعدة بيانات كرة القدم.إي يو (الإنجليزية)
- بلال نجي على موقع ناشيونال فوتبول تيمز (الإنجليزية)